# Poule naine
Pour un article plus général, voir Gallus gallus domesticus.
 (janvier 2025).
Si vous disposez d'ouvrages ou d'articles de référence ou si vous connaissez des sites web de qualité traitant du thème abordé ici, merci de compléter l'article en donnant les références utiles à sa vérifiabilité et en les liant à la section « Notes et références ».
Une poule naine est une poule domestique de taille réduite inférieure à 15 cm. Il existe deux types de poules naines :
- les « naines vraies » ou « naines d'origine », c'est-à-dire n'ayant pas d'équivalent en grande race ;
- les « nanifications » ou « réductions » de grandes races existantes, par pression sélective ou croisements.

La Société centrale d'aviculture de France publie le standard officiel en France. La structure officielle en France, affiliée à la SCAF, qui regroupe les clubs et éleveurs de poules naines s'appelle le Bantam Club français.

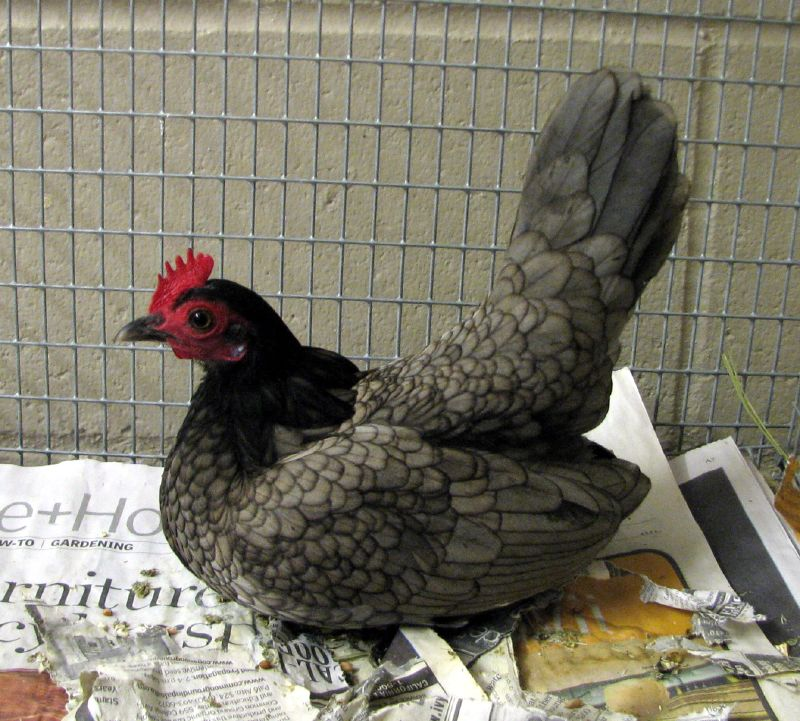
Poule Chabo bleu andalou, « naines vraies » n'ayant pas d'équivalent en grande race.

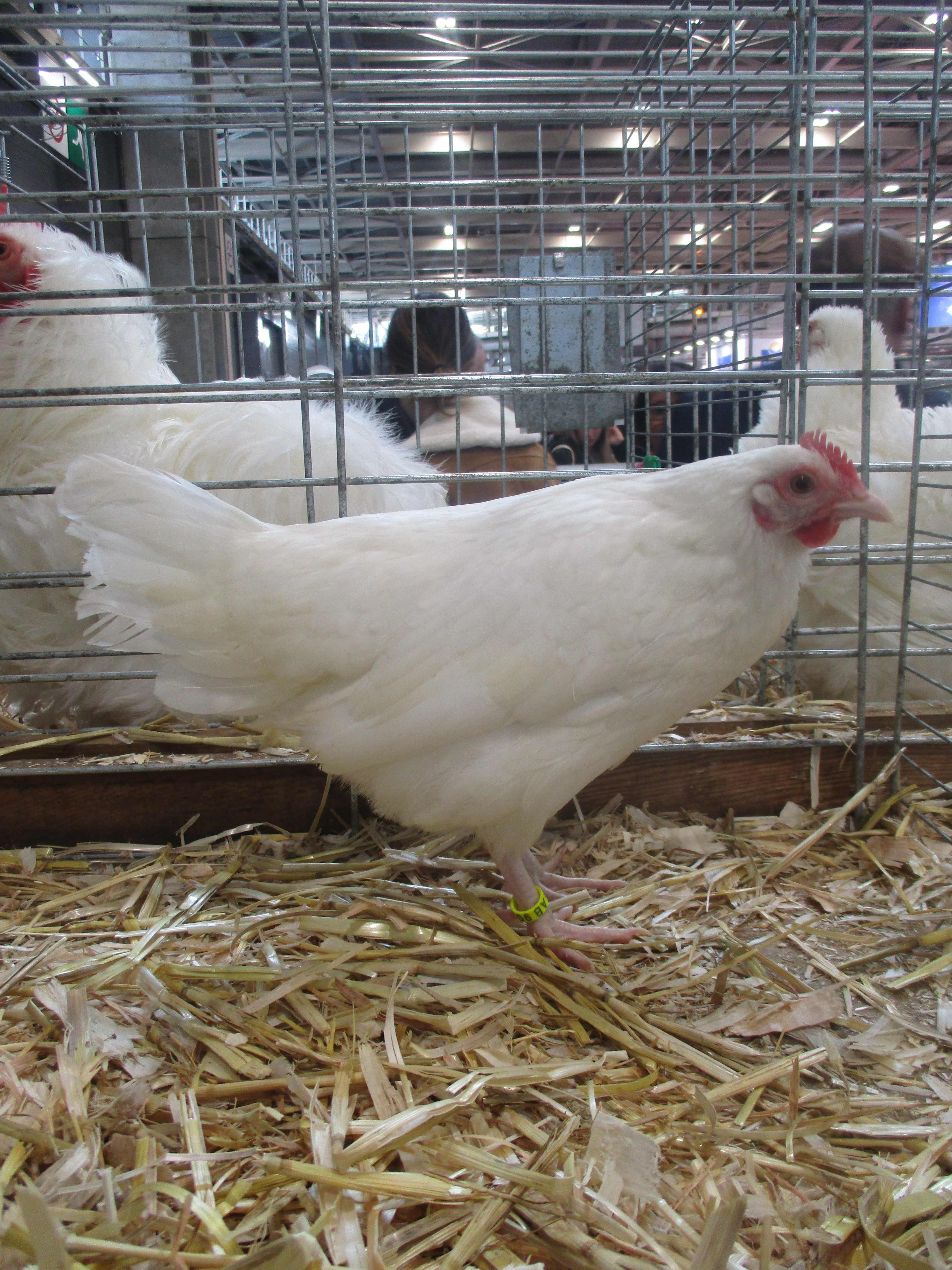
Poule gâtinaise naine, « nanification » de la grande race.

## Histoire
Les Poules naines existent depuis aussi longtemps que l'élevage avicole, présentes depuis des siècles en Europe mais non standardisées comme les grandes races jusqu'au XIXe siècle. La sabelpoot est l'une des premières races naines répertoriées en Europe.
Les premières poules naines exotiques furent ramenées de Bantam (aujourd'hui Banten) par des marins hollandais au XVIIe siècle.
De nombreuses races furent ensuite créées en Europe, à partir de souches indigènes et/ou asiatiques, surtout au XIXe et XXe siècles. La Belgique est réputée pour ses nombreuses races naines, notamment barbues.

## But de l'élevage
La conduite d'un élevage de poules naines ne diffère guère de celui des grandes races. Il y a plusieurs raisons de préférer l'élevage des poules naines aux grandes races :
- pour des raisons de place : plus petites, elles demandent moins d'espace ;
- pour des raisons décoratives : la plupart du temps ce sont des races plutôt vouées à l'ornement, de par leur petite taille, leur forme et leurs nombreuses variétés de plumage, même si certaines races produisent des poulets corrects et sont de bonnes pondeuses, comme la bassette ;
- certaines races naines sont sélectionnées pour leur aptitude à couver (Soie, Pictave, etc.), ce qui est recherché par les éleveurs qui veulent une incubation naturelle de leurs volailles (poussins, canetons, etc.), ainsi que certains chasseurs qui leur confient leurs œufs de faisans et perdrix.

## Différents noms en usage
Les poules naines sont parfois appelées en France sous le terme anglophone de bantam. Par exemple, la Pékin était autrefois nommée « Bantam de Pékin ». d'ailleurs la structure officielle qui regroupe les clubs et éleveurs de poules naines s'appelle le Bantam Club français.
Selon les provinces et les patois la poule naine a de nombreuses dénominations : poule de Cayenne, bassette, gallinette, barbarie, anglaise, barrique, fanchette, pompette, etc.

### Poule Cayenne
Pourquoi « poule cayenne » et coq « poule cayens » ?[style à revoir] Les deux noms qui sonnent étymologiquement de manière semblable, n'en sont pas moins différents. Le mot de cayenne venant du Bagne de Cayenne. 
Monsieur Pierre Vialatte, Directeur du bagne (1880-1892) de Saint-Laurent du Maroni accordait aux détenus les plus « méritants » un privilège, celui d'avoir, dans l'enceinte du bagne, un bout de potager et une petite basse-cour. Pour la discrétion, les détenus adoptèrent la « poule cayens » dite « poule naine ». Pour les bagnards qui avaient purgé leur peine et qui pouvaient rentrer en métropole (courtes peines), le gallinacé était devenu cayenne en référence à leur ancien lieu de détention. Jusque dans les années 1950, il était parfois mal vu d'avoir dans sa basse-cour des « poules cayenne », signe de mauvais augure.